# Studebaker President
De Studebaker President was een productlijn en het vlaggenschip van Studebaker. De productlijn doorliep vier generaties en werd in 1958 opgevolgd door de Studebaker Lark.